# هالووین هیوبی
هالووین هیوبی (انگلیسی: Hubie Halloween) یک فیلم در ژانر کمدی به کارگردانی استیون بریل و نویسندگی آدام سندلر و تیم هرلیهی است که در سال ۲۰۲۰ اکران شد. این فیلم داستان یک کارگر اغذیه‌فروشی عاشق هالووین را دنبال می‌کند که باید شهر ماساچوست را از آدم‌رباها نجات دهند.
فیلم در ۷ اکتبر سال ۲۰۲۰، توسط نتفلیکس منتشر شد، فیلم با واکنش‌های متفاوتی از سوی منتقدان همراه بود اما از بازی بازیگران تمجید شد. در دوهفته اول اکران فیلم، در صدر پربازدیدترین فیلم‌ها قرار گرفت و در آخر هفته در جایگاه ششم قرار گرفت.
در این فیلم، به کامرون بویس که قرار بود در فیلم بازی کند اما در سال ۲۰۱۹ در گذشت، ادای احترام شد.

## چکیده داستان
هیوبی، کارمند سوپرمارکت که چندان مورد نفرت نیست، و از بیشتر مردم شهر متنفر است، خود را متهم به قتلی می بیند که در شب هالووین در شهر شوم سالم مرتکب شده است.

## بازیگران
- آدام سندلر
- استیو بوشمی
- کوین جیمز
- راب اشنایدر
- ری لیوتا
- مایا رودولف
- جولی بوون